# Amphion
Amphion è una comunità non incorporata degli Stati Uniti d'America della contea di Atascosa nello Stato del Texas.

## Geografia fisica
Amphion si trova a nove miglia a nord-ovest di Pleasanton nel centro ovest della contea di Atascosa, appena ad est della Ranch Road 2146.